# Langues en Allemagne
Ne doit pas être confondu avec Langue d'Allemagne.
La langue officielle de l'Allemagne est l'allemand standard, qui est celui enseigné à l'écrit, tandis qu'à l'oral de nombreux dialectes régionaux sont parlés. L'allemand est la langue maternelle de 87 % des habitants du pays.
La langue de l'enseignement dans le système scolaire est l'allemand standard.

## Langues officielles régionales
L'Allemagne compte un certain nombre de langues officielles régionales :
- le romani
- le danois en  Schleswig-Holstein
- le sorabe en  Lusace (divisé entre Brandebourg et Saxe)
- le bas-saxon dans plusieurs régions allemandes
- le frison septentrional dans l'arrondissement de Frise-du-Nord (en  Schleswig-Holstein)
- le saterlandais dans une zone en  Basse-Saxe
- le bas-rhénan en  Rhénanie-du-Nord-Westphalie

## Dialectes

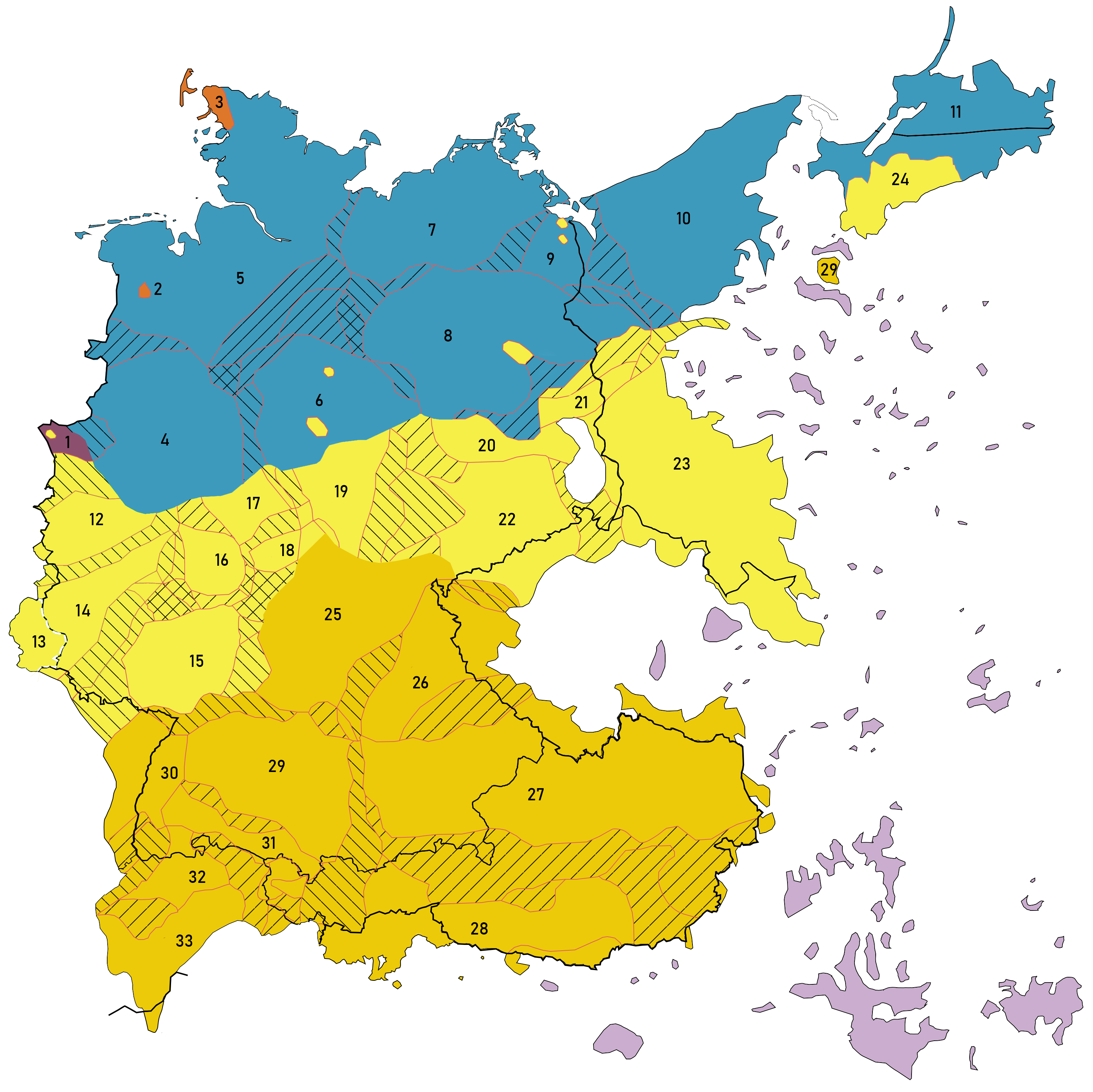
Cartes des dialectes allemands vers 1900, :
Bas francique
Langues frisonnes
Bas allemand
Moyen allemand
Allemand supérieur

L'espace linguistique allemand est caractérisé par une variété de dialectes différents. Il existe une langue standard écrite et parlée, mais il existe également de grandes différences dans l'utilisation de la langue standard et des dialectes locaux. La fuite et l’expulsion des Allemands ont brisé l’isolement des régions dialectales. En 1959, 20 % des Allemands de l’Ouest étaient des expulsés ou des réfugiés. Le langage familier est un compromis entre l'allemand standard et le dialecte. L'Allemagne du Nord (la région du bas allemand) est caractérisée par une perte de dialectes : l'allemand standard est la langue vernaculaire, avec très peu de caractéristiques régionales, même dans des situations informelles. En Allemagne centrale, on observe également une tendance à la perte des dialectes. Dans le sud de l'Allemagne, les dialectes restent plus vivaces. Les dialectes sont cependant en déclin dans toutes les régions, à l’exception de la Bavière. En 2008, 45 % des Bavarois déclaraient utiliser uniquement le bavarois dans leurs communications quotidiennes.

### Principaux dialectes de la langue allemande
- Bas-allemand 
  - bas-saxon (variétés : westphalien, ostphalien et bas-saxon septentrional)
  - bas-allemand oriental (variétés : mecklembourgeois-poméranien, brandebourgeois)

- Haut-allemand
  - moyen-allemand
    - moyen-allemand occidental
      - moyen-francique (variétés : francique mosellan, francique ripuaire)
      - francique rhénan
      - hessois (variétés : bas-hessois, haut ou moyen-hessois, ainsi que le haut-hessois qui groupe deux sous-variétés : hessois de l'Est, et hessois du Nord)

    - moyen allemand oriental (variétés : thuringeois, haut-saxon, haut-saxon du Nord, südmärkisch)

  - allemand supérieur
    - francique oriental
    - francique méridional
    - alémanique (variétés : alsacien, souabe, bas-alémanique, moyen-alémanique, haut-alémanique, et alémanique supérieur)
    - bavarois (variétés : bavarois du Nord, moyen-bavarois, bavarois du Sud)

## Langues issues de l'immigration
Plusieurs vagues d'immigration ont apporté leurs langues maternelles en Allemagne, par exemple les Polonais de la Ruhr au XIXe siècle. Alors que les descendants des vagues d’immigration plus anciennes se sont aujourd’hui largement adaptés linguistiquement, les immigrants des dernières décennies (comme les Gastarbeiter) utilisent encore souvent leur langue maternelle, en particulier le turc (environ deux millions de locuteurs), à côté de l’allemand. La langue russe est également très répandue parmi les réfugiés et parmi les Allemands de Russie, dont beaucoup sont des locuteurs natifs russes (trois à quatre millions). Une partie de la population juive plus âgée, immigrée de l’ex-Union soviétique, parle également le yiddish ; Cependant, même avant l'émigration, cette langue n'était plus transmise aux générations suivantes, de sorte qu'elle a été remplacée par le russe ou l'allemand. Les Haredim, principaux locuteurs du yiddish en Israël et aux États-Unis aujourd’hui, ne représentent qu’une petite minorité des communautés juives en Allemagne. On suppose que le nombre de personnes qui utilisent le polonais comme langue quotidienne est relativement élevé. Cependant, en raison de la forte assimilation de la population polonaise et d'origine polonaise, l'utilisation du polonais en dehors de son propre foyer est relativement rare.

## Langues à l'école
La langue étrangère principalement enseignée dans les écoles publiques en Allemagne est l'anglais. Le français, le latin ou l'espagnol sont souvent proposés comme deuxième langue étrangère, et moins fréquemment le russe ou l'italien, en fonction de l'offre scolaire et des exigences des différents Länder. En RDA, le russe était la langue étrangère prédominante dans les cours scolaires. L'anglais était également enseigné, mais jouait un rôle beaucoup moins important.

## Sur Internet
|  | 82 |

|  | 10 |

|  | 83 |

|  | 13 |

|  | 92 |

|  | 8 |

| Rang | Langue   |
| ---- | -------- |
| 1    | Allemand |